# Jeliulia
Jeliulia (ruso: Хелю́ля; carelio y finés: Helylä) es un asentamiento de tipo urbano de la república rusa de Carelia, ubicado en el raión de Sortavala, en el suroeste de la república.
En 2019, la localidad tenía una población de 2505 habitantes. Desde 2020 carece de ayuntamiento propio y funciona como una pedanía de la ciudad de Sortavala. Hasta 2020, Jeliulia tenía su propio ayuntamiento urbano, que incluía como pedanías el pueblo homónimo y el posiólok de Rautakangas. Jeliulia se ubica unos 5 km al norte de Sortavala, en el lugar del que sale la carretera A121 hacia Petrozavodsk. El río Tohmajoki atraviesa el casco urbano del asentamiento.

## Historia
Se conoce la existencia del asentamiento en documentos desde el año 1500, cuando el principado de Moscú elaboró el censo de las recién anexionadas tierras de Nóvgorod. En su origen era una localidad rural de escasa población. La primera iglesia del pueblo se construyó en 1641, cuando las tierras pertenecían al Imperio sueco; esta primera iglesia se incendió en 1657. Tras incorporarse al Imperio ruso, en el siglo XVIII se desarrolló como puerto fluvial para el transporte de mármol de las canteras cercanas de Ruskeala. En 1811 pasó a formar parte del Gran Ducado de Finlandia, y fue territorio finlandés durante más de un siglo. A partir de 1915, comenzó su desarrollo urbano al abrirse aquí una fábrica de muebles y de bastones de esquí.
Pasó a formar parte de la Unión Soviética en 1940, tras el tratado de Paz de Moscú que puso fin a la guerra de Invierno. Los habitantes locales fueron evacuados a Oulu y Kokkola y sustituidos por colonos procedentes de la RSS de Bielorrusia y la óblast de Vólogda. En aquel momento tenía más de cinco mil habitantes, pero perdió la mitad de su población porque los soviéticos decidieron trasladar su fábrica a Sortavala. Adoptó el estatus de asentamiento de tipo urbano en 1972.